# Castillo de Elbasan
El castillo de Elbasan es una fortificación del siglo XV que se encuentra en la ciudad albanesa de Elbasan. El castillo estaba compuesto en sus inicios por 26 torres de 9 metros de altura equidistantes entre sí. Parte de la conocida Vía Egnatia cruza a través del pastillo.
Los baños turcos de Sinan Pasah se encuentran en el interior de los muros del castillo. Actualmente es una atracción turística debido a la conservación de la estructura llevada a cabo a raíz de su remodelación en el siglo XIX.

## Historia
La fortificación original alrededor de la población de Elbasan se remonta a los tiempos del Imperio romano. Se tiene constancia que durante el reinado del emperador del Imperio Bizantino, Justiniano I, este mandó construir un recinto amurallado, por lo que la fortificación original se remontaría al siglo VI, aunque se sabe que estas nuevas murallas se construyeron sobre murallas anteriores, probablemente en el siglo IV, las cuales debían estar totalmente arrasadas por las guerras bárbaras ocurridas en los Balcanes entre los siglos IV y V. pudiendo tener la estructura defensiva previa unos 2000 años de antigüedad.
Estas murallas bizantinas comenzaron a albergar en su interior las grandes construcciones de la población, como las iglesias cristianas que se fueron construyendo. Con la invasión otomana de Albania, el territorio se convirtió en un sanjacado y su situación cercana al frente húngaro propició que durante el reinado del sultán Mehmed II, el Gran Visir (probablemente Gedik Ahmed Bajá) ordenó reconstruir el castillo de Elbasan tal como se conoce actualmente, además de ordenar construir la conocida como "Mezquita del Rey".
El recinto recibió una pequeña remodelación en el siglo XIX, a partir de entonces fue prácticamente abandonado por las autoridades e incluso por el Instituto Nacional de Monumentos de Albania hasta que en 2006, el entonces alcalde de Elbasan, Ardian Turku, consiguió promover un proyecto cofinanciado por el Municipio de Elbasan, la Universidad de Pisa y el Ministerio de Investigación Científica de Italia. El proyecto se llamó «Reconocimiento, preservación y evaluación de la fortaleza de Elbasan». El Municipio de Elbasan, dejó de emitir permisos de construcción dentro de la fortaleza desde el comienzo del proyecto.